# 邢晏
邢 晏（けい あん、478年 - 528年）は、北魏の学者・官僚。字は幼平。本貫は河間郡鄚県。邢巒の弟にあたる。

## 経歴
邢脩年と李氏のあいだの子として生まれた。態度や振る舞いが美しく、文雅を好んだ。経書や史書を広く渉猟して、仏教や老荘を語るのを得意とした。太学博士・司徒東閤祭酒を初任とした。宣武帝の初年、広平王元懐とともに遊宴したことから、鄚県令に左遷されたが、赴任しなかった。給事中に任じられ、司空主簿・瀛州中正・汝南王文学に転じた。ほどなく輔国将軍・司空長史・吏部郎中に転じた。輔国将軍のまま南兗州刺史として出向した。洛陽に召還されて、太中大夫となり、高陽王元雍の下で丞相右長史を兼ねた。まもなく輔国将軍のまま滄州刺史に任じられた。528年（武泰元年）2月13日、済陰郡離狐県で死去した。享年は51。征北将軍・尚書左僕射・瀛州刺史の位を追贈された。諡は文貞といった。

## 妻子

### 妻
- 趙郡李氏（先妻、魯郡太守の李安期の娘）
- 清河崔氏（後妻、清河郡太守の崔宗伯の娘）
- 劉氏（妾、邢子長の母）
- 王氏（妾、邢子広の母）

### 子
- 邢覧（507年 - 524年、州主薄）
- 邢象（509年 - 527年、邢季彦の後を嗣いだ。郡功曹、州主薄）
- 邢測（513年 - ?、字は子深。太尉府行参軍。太師府主簿。平北将軍・太中大夫。武定末年に太子洗馬）
- 邢亢（516年 - 549年、字は子高。司空行参軍を初任とし、広平王開府従事中郎に転じた。543年、通直散騎常侍を兼ね、南朝梁に対する使者として立った。帰国すると、平東将軍の号を受け、高澄の下で大将軍府属となった。さらに中外府属に転じた。549年に事件に連座して晋陽で処刑された）
- 邢子長（524年 - ?、太司馬府集曹行参軍）
- 邢子広（526年 - ?）

### 女
- 邢援英（510年 - 528年）
- 邢援娥（趙郡の李子仁（李璨の子の李仲胤の子）にとついだ）
- 邢同娥（孝武帝の後宮に入って淑儀となった。後に隴西の李世君（李韶の子の李璵の子）に再嫁した）
- 邢援止（河南の元子冏（元孚の子）にとついだ）
- 邢容娥（525年 - 540年）

## 伝記資料
- 『魏書』巻65 列伝第53
- 『北史』巻43 列伝第31
- 邢府君墓誌（邢晏墓誌）